# (23120) Paulallen
(23120) Paulallen est un astéroïde de la ceinture principale.

## Description
(23120) Paulallen est un astéroïde de la ceinture principale. Il fut découvert le 5 janvier 2000 à Fountain Hills (Arizona) par Charles W. Juels. Il présente une orbite caractérisée par un demi-grand axe de 2,62 UA, une excentricité de 0,21 et une inclinaison de 12,4° par rapport à l'écliptique.

## Compléments